# Pionero Rojo
Pionero Rojo fue una revista infantil española publicada desde Barcelona por la Juventud Comunista Ibérica, adherida al POUM. Se subtitulaba "semanario de los niños obreros y campesinos".
El primer número de Pionero Rojo apareció el 9 de abril de 1937. Mantuvo un formato de 32 x 22 cm.
 y 8 páginas, mayormente dedicadas a narraciones y artículos de intención política.
El historiador Antonio Martín la considera la revista infantil propagandística de mayor importancia del bando republicano.